# Râul Corlatu
Râul Corlatu este un curs de apă din România, afluent al râului Hoanca Moțului. 

## Hărți
- Harta Munții Bihor
- Harta munții Apuseni